# Minettia shewelli
Minettia shewelli is een vliegensoort uit de familie van de Lauxaniidae. De wetenschappelijke naam van de soort is voor het eerst geldig gepubliceerd in 1971 door Steyskal.